# Bilderbergconferentie 1954

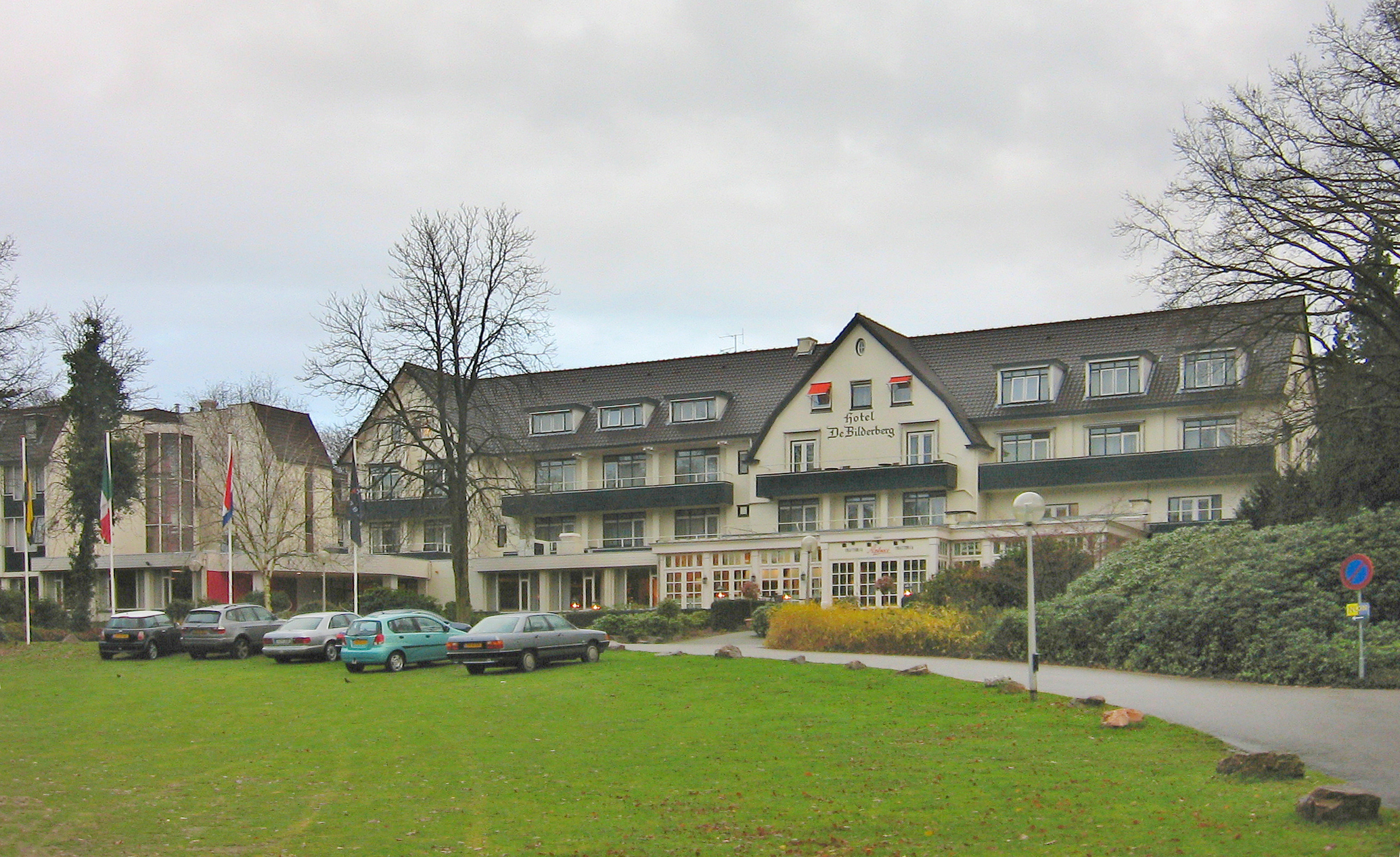
Hotel De Bilderberg, Oosterbeek

De Bilderbergconferentie 1954 werd gehouden van 29 t/m 31 mei 1954 in Hotel De Bilderberg, Oosterbeek, Nederland.
Vermeld zijn de officiële agenda met Engelstalige onderwerpstitel indien bekend, alsmede namen van deelnemers indien bekend. Achter de naam van de opgenomen deelnemers staat de hoofdfunctie die ze op het moment van uitnodiging uitoefenden.

## Agenda
- The attitude towards communism and the Soviet Union. (De houding ten opzichte van communisme en de Sovjet-Unie)
- The attitude towards dependent areas and people overseas. (De houding ten opzichte van afhankelijk gebieden en mensen overzee)
- The attitude towards economic policies and problems. (De houding ten opzichte van economische en politieke problemen)
- The attitude towards European integration and the European Defense Community. (De houding ten opzichte van Europese integratie en de Europese Defensieve Gemeenschap)

## Deelnemers
- Nederland - Prins Bernhard, prins-gemaal, voorzitter
- Polen - Jozef Retinger, Polen, secretaris conferentie
- Nederland - Paul Rijkens, president Unilever
- John Coleman, vicepresident conferentie
- België - Paul van Zeeland, vicepresident conferentie
- Verenigde Staten - George Ball, econoom, oud-ambassadeur, rapporteur conferentie
- Verenigde Staten - Bingham, George Barry. krantenuitgever, Chief of Mission Frankrijk, Economic Cooperation Administration, 1949-1950
- Verenigd Koninkrijk - Gaitskell, The Rt. Hon. H. T. N., parlementslid, voormalig minister van financiën.
- Italië - de Gasperi, Alcide. parlementslid, voormalig minister-president
- Nederland - Hirschfeld, H. M. Economisch adviseur van de Nederlandse regering, voormalig Hoge Commissaris van de Nederlandse regering in Indonesië, bestuurder van bedrijven.
- Frankrijk - Mollet, Guy. Parlementslid, voormalig vicepremier, secretaris-generaal van de Socialistische Partij
- Verenigde Staten - Nitze, Paul H. President van de Foreign Service Educational Foundation en directeur van Policy Planning Staff, Dept. of State, 1950-1953.
- België - de la Vallee Poussin, Etienne. Senator
- Verenigde Staten - Rockefeller, David. Bankier. Senior Vice-President, The Chase National Bank.
- Verenigde Staten - Zellerbach, J. D. Industrieel. lid van de VS delegatie naar de , algemene vergadering van de VN, 1953.
- Frankrijk - André, Robert. President van het "Syndicat de Petrole".
- Verenigd Koninkrijk - Assheton, The Rt. Hon. Ralph. parlementslid
- Frankrijk - De Beaumont, G. parlementslid
- België - Bonvoisin, Pierre. Bankier, President van de "Banque de la Societe Generale de Belgique".
- Verenigd Koninkrijk - Boothy, Sir Robert. parlementslid.
- Duitsland - Brauer, Max. voormalig burgemeester van Hamburg
- Italië - Cafiero, Raffaele. Senator.
- Verenigde Staten - Cisler, Walker L. President van The Detroit Edison Co., Consultant bij de Atomic Energy Commission
- Verenigde Staten - Cowles, Gardner. Uitgever.
- Verenigd Koninkrijk - Davies, The Rt. Hon. Clement. liberaal parlementslid. voormalig minister.
- België - Drapier, Jean. advocaat.
- Frankrijk - Duchet, R. parlementslid, voormalig minister.
- Frankrijk - Faure, M. parlementslid.
- Verenigde Staten - Ferguson, John H. advocaat. Vice-President en Executive Director van het comité voor de National Trade Policy.
- Verenigd Koninkrijk - Foster, John, parlementslid.
- Verenigd Koninkrijk - Franks, The Rt. Hon. Sir Oliver, voormail ambassadeur in Washington. Voorzitter van Lloyd's Bank.
- Duitsland - Geyer, Gerhard P. Th. industrieel. directeur-generaal van "Esso".
- Verenigd Koninkrijk - Gubbins, Sir Colin, gen-maj. bd. voormalig commandant van SOE.
- Verenigd Koninkrijk - Healey, Denis, liberaal parlementslid
- Verenigde Staten - Heinz, H. J., President van de H.J. Heinz Company
- Noorwegen - Hoegh, Leif, reder.
- Verenigde Staten - Jackson, C. D. uitgever. voormalig speciaal assistent van President Eisenhower 1953-1954
- Verenigde Staten - Jay, Nelson Dean, Bankier. Directeur van  J. P. Morgan & Co. Inc. New York
- Griekenland - Kanellopoulos, P., parlementslid. minister van nationale defensie.
- Nederland - Koningsberger, V.J., Professor universiteit van Utrecht.
- Denemarken - Kraft, Ole Bjorn, parlementslid. voormalig minister van buitenlandse zaken.
- Duitsland - Leverkuehn, P. M. A., parlementslid. advocaat
- Italië - Malagodi, Giovanni F., parlementslid.
- Noorwegen - Moe, Finn, parlementslid. Vice-President van de Raad van Europa
- Verenigd Koninkrijk - Montgomery, Hyde H., parlementslid
- België - Motz, Roger, liberaal senator.
- Duitsland - Müller, Rudolf, advocaat.
- Verenigde Staten - McGhee, George C., industrieel, assistant Secretary of State voor nabije oosten en zuid-afrikaanse aangelegenheden, 1949-1952, U.S. Ambassador and Chief, American Mission for Aid to Turkey, 1951-1953.
- Verenigde Staten - Nebolsine, George, advocaat.
- Nederland - Oosterhuis, H., parlementslid. president van het NVV.
- Verenigde Staten - Parker, Cola G., Industrieel. lid van commissie voor buitenlands economisch beleid (Rendall Commission).
- Verenigde Staten - Perkins, George W., industrieel. Assistent Secr. of State voor Europese aangelegenheden, 1949-1953.
- Verenigd Koninkrijk - Pilkington, Sir Harry, President van de Britse industriefederatie
- Frankrijk - Pinay, Antoine, parlementslid. voormalig premier
- Griekenland - Pipinelis, P., voormalig minister van buitenlandse zaken. voormalig ambassadeur in de Sovjet-Unie
- Italië - Pirelli, Alberto, Industrieel, directeur van Pirelli. Minister van Staat.
- Italië - Quaroni, P., ambassadeur in Frankrijk. Voormalig ambassadeur in de Sovjet-Unie
- Duitsland - Rosenberg, Ludwig, chef van het departement buitenlandse zaken van de vakbonden
- Italië - Rossi, Paolo, parlementslid.
- Zwitserland - de Rougemont, Denis, auteur. directeur van het Europees cultureel centrum
- Duitsland - Schneider, Ernst Georg, industrieel. President van de Kamer van Koophandel in Düsseldorf
- Verenigde Staten - Spang, Joseph P., Jr. , industrieel. President van The Gillette Company
- Nederland - Steenberghe, M. P. L., voormalig minister van economische zaken, bedrijfsbestuurder.
- Frankrijk - Teitgen, P. H., Vice-President van de ministerraad.
- Denemarken - Terkelsen, Terkel M., hoofdredacteur van de Berlingske Tidende.
- Zweden - Tingsten, Herbert L. G., hoofdredacteur bij Dagens Nyheter.
- Duitsland - Troeger, H., Minister van financiën van Hessen.
- Italië - Valletta, Vittorio, Industrieel. President van FIAT
- Frankrijk - Voisin, André, President van "La Federation"
- Zweden - Waldenstrom, M., Industrieel.
- Nederland - van Walsem, H. F., Industrieel. lid Raad van Bestuur Koninklijke Philips Electronics N.V..
- België - Willems, Jean, "Fondation Universitaire"
- Verenigd Koninkrijk - Williamson, Thomas, secretaris-generaal van de National Union of General and Municipal Workers.
- Nederland - Vlekke, B. H. M. adviseur conferentie
- Nederland - W. Feenstra, directeur conferentie
- Nederland - Focke, E. G., secretaresse conferentie
- Nederland - Overweg, G. E., secretaresse conferentie
- Nederland - Pomian, J., secretaresse conferentie

1954 ·
1955 (1) ·
1955 (2) ·
1956 ·
1957 (1) ·
1957 (2) ·
1958 ·
1959 ·
1960 ·
1961 ·
1962 ·
1963 ·
1964 ·
1965 ·
1966 ·
1967 ·
1968 ·
1969 ·
1970 ·
1971 ·
1972 ·
1973 ·
1974 ·
1975 ·
(1976) ·
1977 ·
1978 ·
1979 ·
1980 ·
1981 ·
1982 ·
1983 ·
1984 ·
1985 ·
1986 ·
1987 ·
1988 ·
1989 ·
1990 ·
1991 ·
1992 ·
1993 ·
1994 ·
1995 ·
1996 ·
1997 ·
1998 ·
1999 ·
2000 ·
2001 ·
2002 ·
2003 ·
2004 ·
2005 ·
2006 ·
2007 ·
2008 ·
2009 ·
2010 ·
2011 ·
2012 ·
2013 ·
2014 ·
2015 ·
2016 ·
2017 ·
2018 ·
2019 ·
2020 ·
2021 ·
2022 ·
2023